# Альцано-Скривия
Альца́но-Скри́вия (итал. Alzano Scrivia, пьем. Autsan) — коммуна в Италии, в регионе Пьемонт, подчиняется административному центру Алессандрия.
Население составляет 403 человека (2008 г.), плотность населения — 195 чел./км². Занимает площадь 2 км². Почтовый индекс — 15050. Телефонный код — 0131.
В коммуне в четвёртое воскресение сентября особо празднуется Рождество Пресвятой Богородицы. Покровителем населённого пункта считается священномученик Лаврентий Римский, празднование 10 августа.

## Демография
Динамика населения:

## Администрация коммуны
- Официальный сайт: